# Lefties
Lefties es una cadena española de tiendas de moda perteneciente al grupo Inditex.

## Historia
Fundada en 1999, su centro logístico se encuentra en Tordera, Barcelona, España, operando internacionalmente desde 2014.
Actualmente cuenta con una red de 170 tiendas en 8 países.  Con frecuencia es conocida como la cadena low cost de Inditex.
En octubre de 2023 inauguró una tienda de 6 plantas en Valencia, situada en un emblemático edificio de la capital, haciendo esquina entre la calle Colón y el paseo peatonal de Ruzafa. Este antiguo edificio fue creado para ser tienda del mítico comercio valenciano Lanas Aragón, luego acogió a la cadena británica Marks and Spencer y posteriormente fue otra de las que El Corte Inglés tenía en la capital del Turia).